# دهستان حرم‌رود علیا
حرم رودعلیا، دهستانی است از توابع بخش مرکزی شهرستان ملایر در استان همدان ایران.

## جمعیت
براساس سرشماری سال ۱۳۸۵ جمعیت آن ۸٬۲۵۱ نفر (۲٬۱۰۶ خانوار) بوده‌است.